# Bečváry (nádraží)
Bečváry jsou železniční stanice v západní části obce Bečváry v okrese Kolín ve Středočeském kraji nedaleko Drahobudického potoka. Leží na neelektrizovaných jednokolejných tratích Kolín–Ledečko a Pečky–Bečváry.

## Historie
Dne 1. srpna 1887 byla do Bečvár společností Rakouská společnost státní dráhy (StEG) dovedena nákladní vlečka ze Zásmuk, kam dráhu přivedla 25. října 1881 v úseku z Peček, kudy od roku 1845 vedla železnice společnosti Severní státní dráha z Olomouce do Prahy, jakožto do koncové stanice. Ve stejném datu byla ze stanice Bošice vyvedena dráha do Kouřimi.
Bečvárská stanice byla pro osobní dopravu otevřena 15. prosince 1900 spolu s hlavní tratí vlastněnou soukromým subjektem Místní dráha Kolín–Čerčany–Kácov z Kolína, taktéž ležícího na polabské trati, do Ledečka u Ratají nad Sázavou. Od roku 1901 sem byla zavedena též osobní vlaková přeprava ze Zásmuk.
Po zestátnění StEG v roce 1908 převzaly její trať Císařsko-královské státní dráhy (kkStB), které též zajišťovaly od zahájení provozu dopravu na trati místní dráhy po roce 1918 pak správu přebraly Československé státní dráhy, místní dráha Kolín–Čerčany–Kácov byla zestátněna roku 1925.

## Popis
Nachází se zde tři nekrytá úrovňová jednostranná nástupiště, k příchodu na nástupiště slouží přechody přes koleje.